# Phòng thí nghiệm khoa học máy tính và trí tuệ nhân tạo MIT
Phòng thí nghiệm khoa học máy tính và trí tuệ nhân tạo MIT (CSAIL) là một phòng thí nghiệm nghiên cứu tại viện công nghệ Massachusetts thành lập bởi sự sáp nhập vào năm 2003 của Phòng thí nghiệm Khoa học Máy tính và Phòng thí nghiệm Trí tuệ Nhân tạo. Nằm trong Trung tâm Stata, CSAIL là phòng thí nghiệm lớn nhất trong khuôn viên trường tính theo phạm vi nghiên cứu và tư cách thành viên.

## Hoạt động nghiên cứu
Hoạt động nghiên cứu của CSAIL được tổ chức xung quanh một số nhóm nghiên cứu bán tự chủ, mỗi trong số đó được lãnh đạo bởi một hoặc nhiều giáo sư hoặc các nhà khoa học nghiên cứu. Các nhóm này được chia thành bảy lĩnh vực nghiên cứu chung:
- Trí tuệ nhân tạo
- Tính toán sinh học
- Đồ họa và thị giác máy tính
- Xử lý ngôn ngữ tự nhiên và máy học
- Lý thuyết về tính toán
- Robot học
- Hệ thống (bao gồm kiến trúc máy tính, cơ sở dữ liệu, Hệ thống phân tán, mạng và hệ thống nối mạng, Hệ điều hành, phương pháp lập trình, và công nghệ phần mềm trong những thứ khác)

Ngoài ra, CSAIL còn tổ chức World Wide Web Consortium (W3C).

## Lịch sử
Nghiên cứu máy tính tại MIT bắt đầu với nghiên cứu của Vannevar Bush về mộtphân tích vi phân và đại số Boole điện tử của Claude Shannon vào những năm 1930, trong thời gian chiến tranh phòng thí nghiệm bức xạ, sau chiến tranh Dự án Cơn lốc và phòng thí nghiệm nghiên cứu điện tử (RLE), và SAGE của phòng thí nghiệm Lincoln đầu những năm 1950.
Nghiên cứu tại MIT trong lĩnh vực trí tuệ nhân tạo bắt đầu vào năm 1959.

### Dự án MAC
Ngày 1 tháng 7 năm 1963, dự án MAC (dự án về toán (Math) và tính toán (Computation), sau đó được đổi lại bằng cách ghép các từ như là máy tính đa truy cập (Multiple Access computer), máy tính hỗ trợ nhận thức (Machine Aided Cognitions), hoặc người và máy tính (Man and computer) đã được khởi động với một khoản trợ cấp 2 triệu Dolar Mỹ từ Cơ quan các dự án nghiên cứu phòng thủ nâng cao (DARPA-Defense Advanced Research Projects Agency). Giám đốc ban đầu của dự án MAC của  là Robert Fano của phòng thí nghiệm nghiên cứu điện tử (RLE) của MIT. Fano quyết định gọi MAC là một "dự án" chứ không phải là "phòng thí nghiệm" vì lý do chính trị nội bộ của MIT — nếu MAC đã được gọi là một phòng thí nghiệm, thì nó sẽ khó khăn hơn để tấn công các phòng ban khác của MIT để có được nhân sự nghiên cứu. Quản lý chương trình này phải chịu trách nhiệm đối với DARPA là J.C.R. Licklider, người trước đó đã tiến hành nghiên cứu tại RLE của MIT, và sau đó sẽ kế vị Fano làm giám đốc của dự án MAC.
Dự án MAC trở nên nổi tiếng về các nghiên cứu đột phá trong hệ điều hành, trí tuệ nhân tạo, và lý thuyết tính toán. Những cơ quan đương thời với nó bao gồm Dự án Genie tại Berkeley, phòng thí nghiệm trí tuệ nhân tạo Stanford, và (một chút sau này) là viện Khoa học Thông tin của trường đại học của Nam California (USC).
Một "nhóm AI" bao gồm Marvin Minsky (Giám đốc), John McCarthy (người phát minh ra Lisp) và một cộng đồng các lập trình viên máy tính  tài năng được tích hợp vào dự án mới thành lập MAC. Nó quan tâm chủ yếu là các bài toán về thị giác máy tính, chuyển động và thao tác cơ khí, và ngôn ngữ, mà họ coi là các chìa khóa để máy móc thông minh hơn. Trong những thập niên 1950 – 1970, Nhóm AI chia sẻ một phòng máy tính với một máy tính (ban đầu là một máy tính PDP-6, và sau đó là một máy tính PDP-10) để họ xây dựng một hệ điều hành chia sẻ thời gian gọi là ITS.
Nhân sự dự án MAC đầu tiên bao gồm Fano, Minsky, Licklider, Fernando J. Corbató, và một cộng đồng lập trình viên máy tính và những người có đam mê khác, nhưng người đã truyền cảm hứng cho họ từ cựu đồng nghiệp John McCarthy. Những người sáng lập này hình dung ra việc tạo ra một thiết bị máy tính có sức mạnh tính toán đáng tin cậy như một thiết bị điện. Để đạt được điều này, Corbató đã mang hệ thống máy tính chia sẻ thời gian đầu tiên,CTSS theo ông từ Trung tâm tính toán MIT, bằng cách sử dụng kinh phí của DARPA để mua một máy IBM 7094 để phục vụ cho việc nghiên cứu. Một trong những tập trung ban đầu của dự án MAC là phát triển của một phiên bản kế thừa của CTSS, Multics, là hệ thống máy tính sẵn sàng cao đầu tiên, được phát triển như là một phần của một tập đoàn công nghiệp bao gồm General Electric và phòng thí nghiệm Bell.
Năm 1966,  Scientific American giới thiệu dự án MAC trong chuyên đề tháng Chín dành cho khoa học máy tính, sau đó được xuất bản thành sách. Lúc đó, Hệ thống được mô tả là có khoảng 100 TTY thiết bị đầu cuối, chủ yếu là trên khuôn viên trường, nhưng với một vài tại nhà riêng. Chỉ có 30 người dùng có thể được đăng nhập cùng một lúc. Dự án này tuyển sinh viên trong nhiều lớp học khác nhau để sử dụng các thiết bị đầu cuối đồng thời trong việc giải quyết bài toán, mô phỏng, và truyền thông nhiều đầu cuối khi các bài kiểm tra cho phầm mềm tính toán đa truy cập các phần mềm máy tính được phát triển.

### LCS và phòng thí nghiệm AI
Trong cuối thập niên 1960, nhóm trí tuệ nhân tạo của Minsky đã tìm kiếm nhiều không gian hơn, và không thể có được sự hài lòng từ Giám đốc dự án Licklider. Vấn đề chính trị phân bổ không gian trong trường đại học chính là vấn đề, Minsky tìm thấy rằng mặc dù dự án MAC như một thực thể duy nhất có thể không nhận được thêm không gian ông muốn, ông có thể tách ra để tạo thành phòng thí nghiệm cho riêng mình và sau đó được hưởng thêm không gian văn phòng. Kết quả là, MIT AI Lab được thành lập vào năm 1970, và nhiều người trong số các đồng nghiệp AI của Minsky đã rời dự án MAC để tham gia với ông trong phòng thí nghiệm mới, trong khi hầu hết các thành viên còn lại đã tạo thành Phòng thí nghiệm Khoa học Máy tính. Những lập trình viên tài năng như Richard Stallman, người sử dụng TECO để viết EMACS, thứ phát triển mạnh mẽ trong các phòng thí nghiệm AI trong thời gian này.
Những nhà nghiên cứu này đã không tham gia phòng thí nghiệm AI nhỏ hơn tạo thành Phòng thí nghiệm Khoa học Máy tính và tiếp tục nghiên cứu của họ về hệ điều hành, ngôn ngữ lập trình, Hệ thống phân tán vàlý thuyết tính toán. Hai giáo sư, Hal Abelson và Gerald Jay Sussman, chọn nằm ở vị trí trì trung lập-nhóm của họ được gọi khác nhau như Thụy Sĩ và dự án MAC trong 30 năm tới.
Các phòng thí nghiệm AI đã dẫn đến phát minh ra các máy Lisp và nỗ lực để thương mại hóa bởi hai công ty trong những năm 1980: Symbolics và Lisp Machines Inc. Điều này chia phòng thí nghiệm AI thành các 'trại' và dẫn đến việc thôi việc nhiều nhân viên. Kinh nghiệm này đã ảnh hưởng lớn đến các công việc ủa Stallman sau đó trong dự án GNU. "Không ai đã hình dung ra rằng nhóm hacker này của phòng thí nghiệm AI đã bị xóa sổ, nhưng nó đã xãy ra."... "Đó là cơ sở cho phong trào phần mềm miễn phí — kinh nghiệm của tôi có, cuộc sống mà tôi đã sống tại Phòng thí nghiệm MIT AI — để nghiên cứu về kiến thức của con người, và không  hơn bằng cách sử dụng và tiếp tục phổ biến kiến thức của con người".

### CSAIL
Ngày kỷ niệm 40 năm thành lập dự án MAC, 1 tháng 7 năm 2003, LCS tái sáp nhập với phòng thí nghiệm AI để hình thành Phòng Thí nghiệm Khoa học Máy tính và Trí tuệ Nhân tạo, hoặc CSAIL. Việc sáp nhập này tạo ra phòng thí nghiệm lớn nhất (hơn 600 nhân viên) trong khuôn viên trường MIT và được coi là một sự tái hợp các thành phần đa dạng trong dự án MAC.

## Các hoạt động tiếp cận
Nhóm IMARA (từ tiếng Swahili có nghĩa là "quyền lực") tài trợ một loạt các chương trình, làm cầu nối cho Global Digital Divide. Mục đích của nó là để tìm và thực hiện các giải pháp lâu dài, bền vững mà sẽ làm tăng sự sẵn sàng của công nghệ và tài nguyên giáo dục cho cộng đồng trong nước và quốc tế. Các dự án này được điều hành dưới sự đảm bảo của CSAIL và nhân sự là các tình nguyện viên của MIT, những người này sẽ đào tạo, cài đặt và hiến tặng máy tính thiết lập tại Boston, Massachusetts, Kenya, Khu tự trị của người Da đỏ ở ở phía Tây Nam nước Mỹ cũng như quốc gia Navajo, Trung Đông và quần đảo Fiji. Dự án CommuniTech cố gắng để trao quyền cho các cộng đồng thiếu thốn thông qua giáo dục và công nghệ bền vững và thực hiện điều này thông qua các MIT Used Computer Factory (UCF), cung cấp máy tính tân trang lại cho các gia đình có hoàn cảnh khó khăn, và thông qua các lớp học Families Accessing Computer Technology (FACT), đào tạo những gia đình này để trở nên quen thuộc và thoải mái với công nghệ máy tính.

## Các nhà nghiên cứu nổi tiếng
(Bao gồm cả thành viên và cựu sinh viên của các phòng thí nghiệm tiền thân của CSAIL.)
- MacArthur Fellows Sir Tim Berners-Lee, Erik Demaine, Dina Katabi, Daniela L. Rus, Peter Shor và Richard Stallman
- Những người nhận giải thưởng Turing: Leonard M. Adleman, Fernando J. Corbato, Shafi Goldwasser, Butler W. Lampson, John McCarthy, Silvio Micali, Marvin Minsky, Ronald L. Rivest, Adi Shamir, và Barbara Liskov
- Những người nhận giải thưởng Rolf Nevanlinna: Madhu Sudan, Peter Shor
- Những người nhậngiải thưởng Gödel: Shafi Goldwasser (nhận 2 lần), Silvio Micali, Maurice Herlihy, Charles Rackoff, Johan Håstad, Peter Shor, và Madhu Sudan
- Những người nhận giải thưởng Grace Murray Hopper: Robert Metcalfe, Shafi Goldwasser, Guy L. Steele, Richard Stallman, và W. Daniel Hillis
- Tác giả sách giáo khoa Harold Abelson và Gerald Jay Sussman, Richard Stallman, Thomas H. Cormen, Charles E. Leiserson, Patrick Winston, Ronald L. Rivest, Barbara Liskov, John Guttag, Jerome H. Saltzer, Frans Kaashoek, và Clifford Stein
- David D. Clark, cựu trưởng kiến trúc sư của giao thức Internet; đồng tác giả với Jerome H. Saltzer (cũng là một thành viên của CSAIL) và David P. Reed người ảnh hưởng lớn đến "Nguyên lý End-to-End  trong Thiết kế Hệ thống"
- Eric Grimson, chuyên gia về thị giác máy tính và các ứng dụng trong y học, được bổ nhiệm làm hiệu trưởng danh dự của MIT vào tháng 3 năm 2011
- Bob Frankston, đồng phát triển của VisiCalc, bảng tính máy tính đầu tiên
- Seymour Papert, người phát minh ra Ngôn ngữ lập trình Logo
- Joseph Weizenbaum, tác giả của chương trình máy tính mô phỏng trị liệu ELIZA
- Constantinos Daskalakis, người nhận Giải thưởng luận án tiến sĩ ACM (2008) cho luận án "Swj phức tạp của Phương trình Nash"

### Cựu sinh viên nổi tiếng
Nhiều cựu sinh viên của dự án MAC tiếp tục cách mạng hóa thêm ngành công nghiệp máy tính.
- Bob Metcalfe, người sau đó đã phát minh ra Ethernet tại Xerox PARC và sau đó thành lập 3COM

## Giám đốc
Giám đốc của dự án MAC
- Robert Fano, 1963–1968
- J.C.R. Licklider, 1968–1971
- Edward Fredkin, 1971–1974
- Michael Dertouzos, 1974–1975

Giám đốc của phòng thí nghiệm AI
- Marvin Minsky, 1970–1972
- Patrick Winston, 1972–1997
- Rodney Brooks, 1997–2003

Giám đốc của phòng thí nghiệm khoa học máy tính
- Michael Dertouzos, 1975–2001
- Victor Zue, 2001–2003

Giám đốc của CSAIL
- Rodney Brooks, 2003–2007
- Victor Zue, 2007–2011
- Anant Agarwal, 2011–2012
- Daniela L. Rus, 2012–